# Clan Trabelsi
Pour les articles homonymes, voir Trabelsi.
Le clan Trabelsi fait référence à la famille de Leïla Trabelsi, la seconde femme du président de la République tunisienne, Zine el-Abidine Ben Ali, en poste de 1987 à 2011.
L'expression « clan » est souvent utilisée par les médias pour désigner le caractère « quasi-mafieux » de certains membres de la famille Trabelsi et de leurs proches, notamment leur implication dans des affaires de corruption et leur influence néfaste sur l'économie de la Tunisie. En effet, la corruption du clan a été l'une des raisons principales du déclenchement de la révolution tunisienne. La majeure partie des plaintes contre les membres du clan ont été déposées à la suite de ce mouvement populaire sans précédent dans le pays et qui a conduit à la chute du régime Ben Ali.
Selon un rapport de la Banque mondiale, les proches de Ben Ali ont bénéficié d'un cadre réglementaire qui protégeait leurs intérêts de la concurrence, au point que ce groupe de privilégiés avait la mainmise, à la fin de 2010, sur plus de 21 % des bénéfices réalisés par le secteur privé dans le pays.

## Membres
Zine el-Abidine Ben Ali s'est marié deux fois, avec Naïma Kefi puis Leïla Trabelsi, ce qui explique le nombre important des membres de sa famille. Le 25 février 2011, les noms de 110 personnes proches du président et de son épouse Leïla Trabelsi sont rendus publics et relayés par la presse tunisienne. Cette liste est établie par le Conseil des ministres qui avait approuvé un projet de décret-loi pour saisir leurs avoirs et biens.
Tous les membres des familles Ben Ali, Trabelsi ou El Materi ainsi que leurs proches ne sont pas impliqués dans la corruption. L'un des premiers à avoir parlé après la chute du régime Ben Ali est Mohamed Trabelsi en indiquant que « sa famille est torturée » et que « la corruption gangrène ce pays depuis toujours ! [...] Elle n'est pas le fait des Ben Ali ou des Trabelsi, elle fait partie intégrante de la Tunisie »,.

### Trabelsi
- Leïla Ben Ali née Trabelsi (1956- ), seconde épouse de Zine el-Abidine Ben Ali
- Belhassen Trabelsi (1962- ), homme d'affaires tunisien, frère de Leïla Ben Ali
- Moncef Trabelsi (1944-2013[8]), homme d'affaires tunisien, frère de Leïla Ben Ali
- Mohamed Ben Moncef Trabelsi, neveu de Leïla Ben Ali et fils de Moncef Trabelsi
- Mourad Trabelsi (1955-2020), homme d'affaires tunisien, frère de Leïla Ben Ali
- Imed Trabelsi (1974- ), homme d'affaires tunisien, neveu de Leïla Ben Ali
- Moez Trabelsi (1973- ), neveu de Leïla Ben Ali, fils de Moncef Trabelsi

### Ben Ali
- Zine el-Abidine Ben Ali (1936-2019), président de la République tunisienne de 1987 à 2011
- Ghazoua Ben Ali (1963- ), fille de Zine el-Abidine et Naïma Ben Ali
- Dorsaf Ben Ali (1965- ), fille de Zine el-Abidine et Naïma Ben Ali
- Cyrine Ben Ali (1971- ), fille de Zine el-Abidine et Naïma Ben Ali
- Nesrine Ben Ali (1987- ), fille de Zine el-Abidine et Leïla Ben Ali
- Halima Ben Ali (1992- ), fille de Zine el-Abidine et Leïla Ben Ali
- Mohamed Zine el-Abidine Ben Ali (2005- ), fils de Zine el-Abidine et Leïla Ben Ali
- Najet Ben Ali (1956- ), sœur de Zine el-Abidine Ben Ali
- Slaheddine Ben Ali (1938- ), frère de Zine el-Abidine Ben Ali
- Tijani Ben Ali (?-2009), frère de Zine el-Abidine Ben Ali
- Habib Ben Ali (1941-1996), frère cadet de Zine el-Abidine Ben Ali (également connu sous le prénom de Moncef)
- Naïma Ben Ali (?-2011), sœur de Zine el-Abidine Ben Ali
- Hayet Ben Ali (1952- ), sœur de Zine el-Abidine Ben Ali
- Kaïs Ben Ali, fils de Slaheddine et neveu de Zine el-Abidine Ben Ali
- Sofiène Ben Ali (1974-2018[9]), fils de Habib et neveu de Zine el-Abidine Ben Ali

### Proches
- Hédi Djilani (1948- ), beau-père de Belhassen Trabelsi
- Slim Chiboub (1959- ), époux de Dorsaf Ben Ali
- Slim Zarrouk (1960- ), époux de Ghazoua Ben Ali
- Marouane Mabrouk (1972- ), époux de Cyrine Ben Ali
- Mohamed Sakhr El Materi (1981- ), époux de Nesrine Ben Ali
- Moncef El Materi (1934- ), père de Mohamed Sakhr El Materi
- Mehdi Ben Gaied (1988- ), fiancé de Halima Ben Ali
- Naïma Kefi, première épouse de Zine el-Abidine Ben Ali

## Fortune

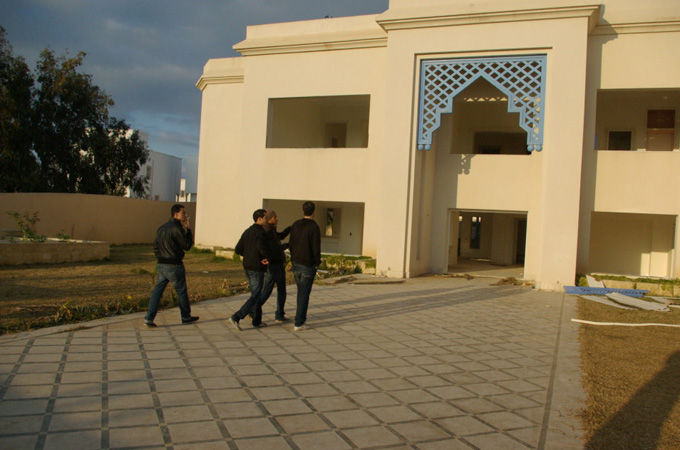
Résidence en ruine d'un membre du clan Trabelsi.

Le clan est soupçonné de diriger ou de posséder des participations dans des grandes sociétés du pays actives dans différents secteurs : banques, téléphonie, médias, transports, immobilier, grande distribution, industries. La fortune de ses membres se chiffrerait en centaines de millions d'euros selon les observateurs mais il est difficile d'établir avec exactitude la liste des avoirs de la famille. 
Le clan est accusé d'avoir détourné entre quinze et cinquante milliards de dollars tout au long des 23 années de règne de Ben Ali,. Abdelaziz Barrouhi estime à 3,7 milliards d'euros les actifs du seul couple Ben Ali. Selon lui, chaque frère et sœur de Leïla, ainsi que leurs enfants, recevaient chaque mois une enveloppe contenant entre 200 000 et 300 000 dinars. 
En 2011, à la suite de la révolution, sont saisis au total en Tunisie 233 titres fonciers, 117 participations ou parts dans des sociétés, 34 voitures de luxe, 48 yachts et bateaux de pêche, ainsi que des biens immobiliers. Par ailleurs, environ 42 millions de dinars en liquide sont découverts au palais de Sidi Dhrif, construit sur un terrain acheté à l'armée à un « prix très sous-estimé » et dont la construction a été financé à la fois par l'armée et l'État. Le terrain du palais de la Marina, à Hammamet, a couté cent dinars, et le palais en lui-même a été construit en grande partie sur le budget de la présidence. Par ailleurs, l'École internationale de Carthage, fondée en 2007 par Leïla Ben Ali, a été bâtie sur un terrain public, obtenu pour un dinar symbolique et a bénéficié d'une subvention de trois millions de dinars.
L'État procède le 23 décembre 2012 à une vente aux enchères d'une partie des biens retrouvés dans les résidences présidentielles.

## Poursuites judiciaires et arrestations
Le 20 janvier 2011, 33 membres du clan sont arrêtés, car soupçonnés, selon la télévision nationale, de « crimes contre la Tunisie » ; leurs noms ne sont toutefois pas précisés.
La justice tunisienne a par ailleurs lancé un mandat d'arrêt international contre le président déchu ainsi que contre son épouse Leïla, selon le ministère de la Justice,,.
Selon la télévision nationale, une information judiciaire est ouverte contre l'ancien directeur général de la sécurité présidentielle, Ali Seriati, et un groupe de ses collaborateurs pour « complot contre la sécurité intérieure de l'État, incitation à commettre des crimes et à s'armer et provocation au désordre ».
Imed Trabelsi, incarcéré depuis la chute de Ben Ali à la base militaire d'El Aouina, près de Tunis, est auditionné le 21 avril 2011 par le juge du tribunal de première instance de Tunis pour des affaires de « consommation de stupéfiants » ; le juge décide de reporter l'audition en raison de l'agitation des personnes présentes dans le tribunal. Des images du suspect, encadré par des forces de l'armée nationale et des policiers encagoulés et en gilets pare-balles, passent en boucle sur la première chaîne de télévision.
L'ancien président et son épouse sont condamnés le 20 juin 2011 à 35 ans de prison chacun lors d'un procès par contumace tenu à Tunis pour détournement de fonds publics et possession illégale de devises étrangères et de bijoux ; le juge annonce également des amendes de cinquante millions de dinars (25 millions d'euros) pour Ben Ali et de 41 millions de dinars (20,5 millions d'euros) pour sa femme. Ben Ali s'exprime pour la première fois après son départ de la Tunisie par l'intermédiaire de l'un de ses avocats au moment de son premier procès à Tunis : il donne sa version de son départ et nie en bloc avoir des comptes ou propriétés en dehors de la Tunisie et avoir jamais donné « l'ordre de tirer à balles réelles sur les manifestants » durant les événements de la révolution ayant fait plus de 200 morts.
Le second procès, pour possession de stupéfiants, détention d'armes et recel de pièces archéologiques, a lieu le 4 juillet : Ben Ali est condamné le jour-même à quinze ans et six mois de prison ainsi qu'à une amende de 108 000 dinars ; le procès est marqué par le retrait des avocats de la défense. Le 28 juillet 2011, au terme d'un troisième procès, pour corruption et fraude immobilière concernant l'achat et la cession de deux terrains immobiliers à Tunis au début des années 2000, il est condamné à 16 ans de prison et 97 millions de dinars d'amende avec son gendre Mohamed Sakhr El Materi.
Le 12 août, des peines de quatre mois à six ans de prison et des peines d'amendes pour un montant global de 200 millions de dinars sont prononcées contre 25 membres du clan Trabelsi pour tentative de fuite et possession illégale de devises : Leïla Ben Ali et Moez Trabelsi sont condamnés par contumace à six ans de prison, Mohamed Sakhr El Materi par contumace à quatre ans, Imed Trabelsi à deux ans, Jalila et Samira Trabelsi (sœurs de Leïla Ben Ali) à 18 et 4 mois, Moncef Trabelsi à 18 mois ; sept inculpés, dont la veuve de Habib Ben Ali, sont acquittés.
Le 29 février 2012, Mohamed Sakhr El Materi est condamné par contumace à quinze ans et son père Moncef à cinq ans de prison pour falsification et blanchiment d'argent ; tous deux sont aussi condamnés à une amende de 975 000 dinars. Ce jugement est prononcé par la chambre criminelle relevant du tribunal de première instance de Tunis.
Le 6 mars, Slim Chiboub est condamné par contumace à cinq ans de prison pour détention d'arme à feu sans autorisation. Le 14 mars, Kaïs Ben Ali est arrêté à Sousse car soupçonné d'être impliqué dans des affaires de malversation et de corruption ainsi que dans des crimes commis par des miliciens pendant la révolution,.
Le 19 juillet, l'ancien président Ben Ali, déjà condamné à de lourdes peines, est condamné par le tribunal militaire de Tunis par contumace à la réclusion à perpétuité pour la mort de 43 manifestants.

## Ouvrages et médias
Plusieurs livres abordant le clan sont publiés avant la révolution tels que Notre ami Ben Ali de Nicolas Beau et Jean-Pierre Tuquoi et La Régente de Carthage : Main basse sur la Tunisie de Nicolas Beau et Catherine Graciet ; Leïla Ben Ali avait demandé son interdiction au tribunal de grande instance de Paris mais se voit déboutée et condamnée à verser 1 500 euros à la maison d'édition.
Un numéro de l'émission française Envoyé spécial intitulé « Tunisie, entreprises françaises, des affaires en eaux troubles » a été diffusé après la chute de Ben Ali. Il mettait l'accent sur l'influence d'un régime « corrompu et répressif » sur l'économie du pays.
Parmi les reportages traitant le sujet, réalisés à la suite de la révolution tunisienne, figure une série de reportages diffusée sur la Télévision tunisienne 1 et intitulée La chute d'un régime corrompu (سقوط دولة الفساد).
Une enquête menée par la Commission nationale d'investigation sur les faits de corruption et de malversation, présidée par Abdelfattah Amor, permet de révéler les détails des affaires dans lesquelles le clan est impliqué.
En mai 2012, Leïla Ben Ali publie un livre intitulé Ma vérité dans lequel elle raconte sa version de ce qui s'est passé le 14 janvier 2011 et répond aux accusations portées contre elle et sa famille ; les réactions des libraires et des autorités sont contrastées,, notamment sur la question de sa distribution, en raison des doutes sur la crédibilité de son contenu ou de son véritable auteur.
Le 12 octobre 2014, un numéro de l'émission Enquête exclusive intitulé « Tunisie : le trésor caché du dictateur » est diffusé sur la chaîne française M6 par le journaliste Bernard de La Villardière. Le reportage prête à polémique, certains jugeant entre autres le reportage « complaisant à l’égard du président Moncef Marzouki »,.

## Pour approfondir